# Slowenische Akademie der Wissenschaften und Künste

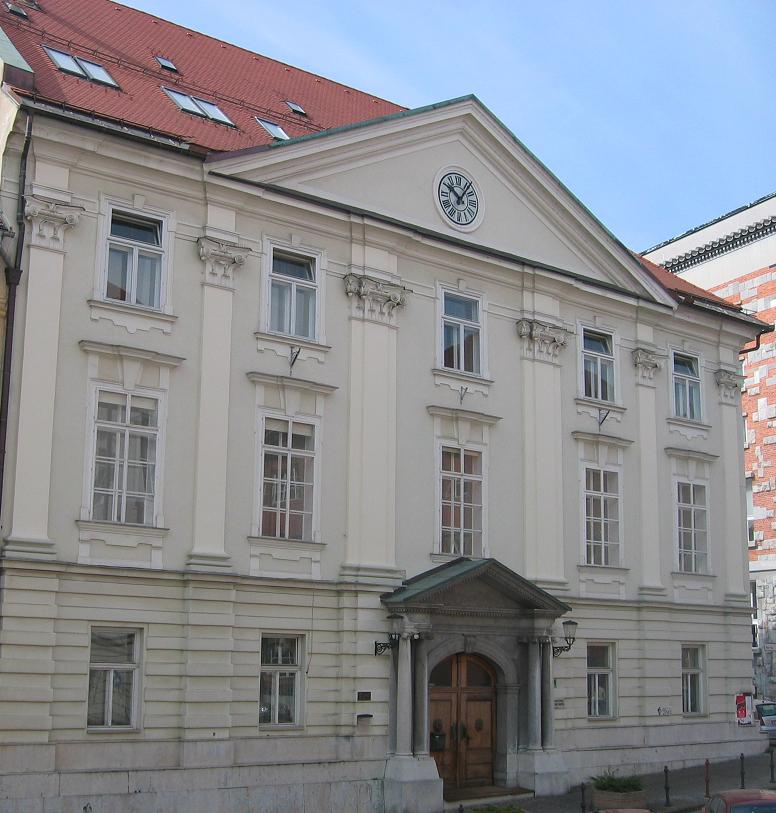
Gebäude der Slowenischen Akademie der Wissenschaften und Künste

Die Slowenische Akademie der Wissenschaften und Künste (Slowenisch: Slovenska akademija znanosti in umetnosti) kurz SAZU (englische Abkürzung SASA) –, gegründet 1938,  ist die renommierteste Kultur- und Forschungseinrichtung Sloweniens mit Sitz im Palais Lontovž in der Altstadt von Ljubljana, Novi trg 3. Seit 1. Juni 2020 ist Peter Štih Präsident der Akademie.
Die Akademie wurde 1938 gegründet und ist per Gesetz auf eine Mitgliederzahl von 60 Vollmitgliedern und 30 assoziierten Mitgliedern, die in die Akademie gewählt werden, beschränkt.

## Ziele und Aktivitäten
Die Slowenischen Akademie der Wissenschaften und Künste (SAZU) fördert die Wissenschaft und Kunst vor allem durch Aktivitäten, Diskussionen und Stellungnahmen zu Lage, Entwicklung und Förderung von Wissenschaft und Kunst in Slowenien und in der internationalen Zusammenarbeit.

## Forschungszentrum der Akademie (ZRC SAZU)
Die Akademie ist Gründerin verschiedener Forschungseinrichtungen. Es unterhält das eigene Forschungszentrum ZRC SAZU (Abkürzung von ZnanstvenoRaziskovalni Center SAZU) mit über 200 Wissenschaftlern, die in 18 wissenschaftlichen Einrichtungen arbeiten.
Hierzu gehören unter anderem
- Fran Ramovš Institute of the Slovenian Language[6]
- Milko Kos Historical Institute[7]
- France Stele Institute of Art History[8]
- Karst Research Institute[9].

## Veröffentlichungen der Akademie
Arbeit und Organisation werden im jährlich erscheinenden Akademie-Jahrbuch vorgestellt.  SASA tritt auch als Mitherausgeber auf und vergibt jährlich Mittel für den Druck wissenschaftlicher oder künstlerischer Publikationen verschiedener Verlage. Zu den digitalisierten Veröffentlichungen der Akademie gehört das Webportal Slovenska biografija (slowenische Biographie). SASA überwacht auch die Produktion von Wörterbüchern der slowenischen Sprache, die von Experten des Instituts für slowenische Sprache Fran Ramovš erstellt wurden.

## Mitgliedschaften
Die Akademie ist Mitglied in folgenden internationalen Organisationen:
- European Federation of Academies of Sciences and Humanities (ALLEA)[12]
- European Academies’ Science Advisory Council[13]
- InterAcademy Partnership (IAP)[14]
- International Human Rights Network (IHRN)[15]
- Union Académique Internationale (UAI)[16]

## Geschichte
Die Akademie ist seit der Gründungsversammlung am 12. November 1938 tätig. Die Institution beruft sich bezüglich ihrer Anliegen und Ziele auf die 1693 in Laibach gegründete, kurzlebige  Academia Operosorum Labacensium.